# Jura Czukur
Jura Czukur (ur. 1899 w Kowalówce koło Kołomyi, zm. 6 kwietnia 1945 w Stanisławowie) – ukraiński działacz polityczny, rolnik, członek Centralnego Komitetu UNDO w latach 1928–1938, poseł na Sejm III kadencji.
Poseł III kadencji 1930-35, wybrany z listy nr 11, okręg wyborczy nr 53 (Stanisławów). Członek Komitetu Ukraińskiego. W latach 1928–1930 zastępca posła z listy nr 22 w okręgu wyborczym nr 53 (Stanisławów) do Sejmu. Od 1933 działacz Frontu Jedności Narodowej.
15 marca 1945 aresztowany przez NKWD. Rozstrzelany w więzieniu NKWD w Stanisławowie.